# Венерина седефка
Венерината седефка (Argynnis paphia) е вид насекомо от семейство Многоцветници (Nymphalidae).

## Разпространение и местообитание
Широко разпространена е в умерения пояс на Европа и Азия, включително и България.
Те са добри летци и могат да бъдат видени се движат с голяма скорост над короните на дърветата. Предпочитаното им местообитание са редките слънчеви широколистни гори, особено дъбови, макар че живеят и в иглолистни гори.

## Описание
Представлява пеперуда с размах на крилата 54 – 70 mm. Крилата им са тъмнооранжеви с черни петна от горната страна и зелени със сребристи ивици от долната. Мъжките са по-дребни и бледи от женските. Гъсениците са черно-кафяви с две жълти линии по дължината на гърба.

## Хранене
Възрастните венерини седефки се хранят с нектар на различни цветове и с мана от листни въшки.
Обикновено гъсениците се хранят през нощта, а през деня се крият на разстояние от източника си на храна.

## Размножаване
Яйцата на венерините седефки се излюпват през август и гъсениците веднага влизат в състояние на хибернация до следващата пролет. При събуждането си те падат на земята и се хранят с теменужки близо до основата на дървото. Какавидата се образува сред приземната растителност, а възрастните се появяват през юни.